# Talloires-Montmin
Talloires-Montmin is een gemeente in het Franse departement Haute-Savoie (regio Auvergne-Rhône-Alpes). De plaats maakt deel uit van het arrondissement Annecy. Talloires-Montmin is op 1 januari 2016 ontstaan door de fusie van de gemeenten Montmin en Talloires. De gemeente telde op 1 januari 2022 1.913 inwoners.

## Geografie
De oppervlakte van Talloires-Montmin bedroeg op 1 januari 2022 36,98 vierkante kilometer; de bevolkingsdichtheid was toen 51,7 inwoners per km².

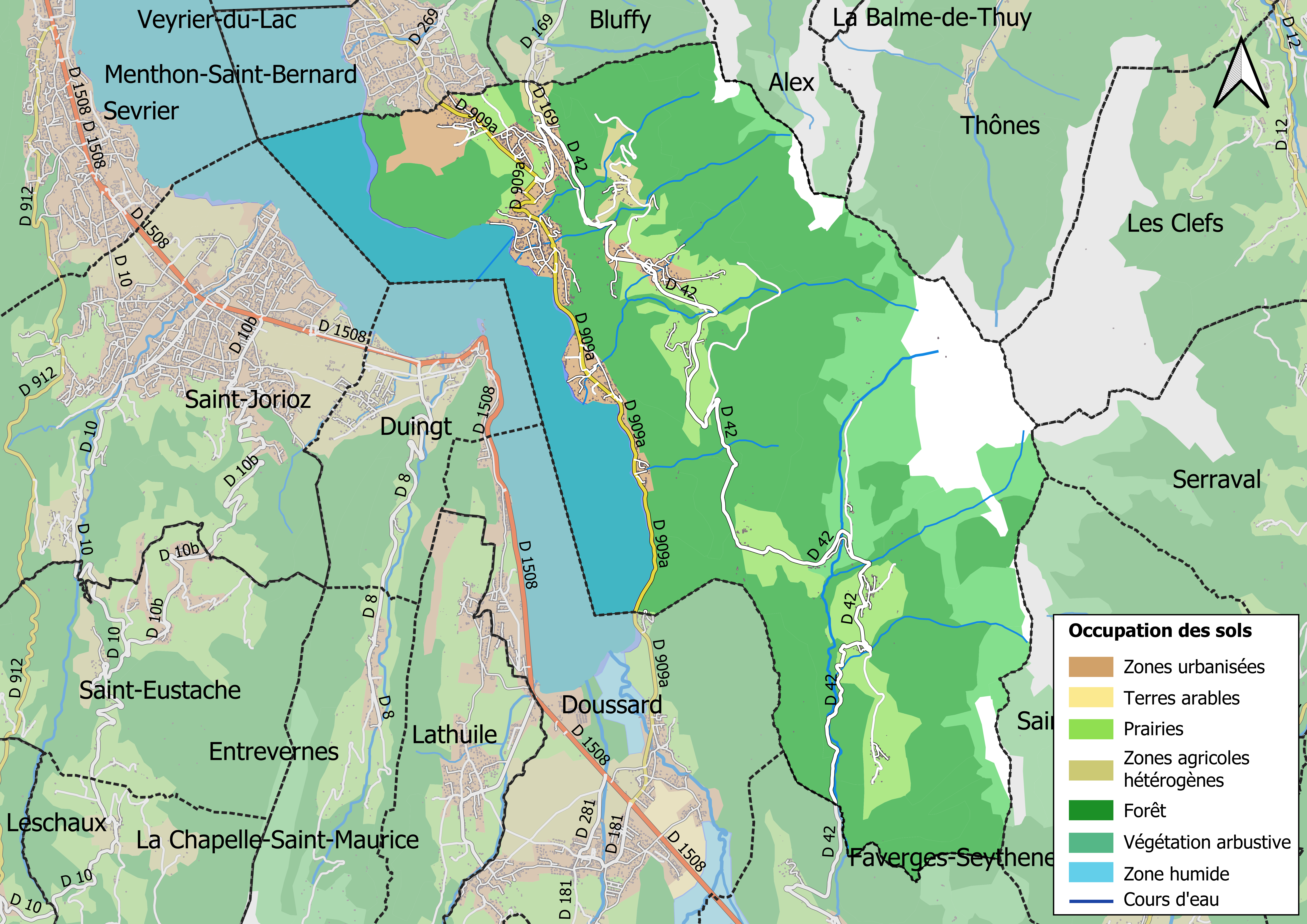
Kaart van de gemeente met de belangrijkste infrastructuur, bodemgebruik en omliggende gemeenten